# Pachnoda consentanea
Pachnoda consentanea är en skalbaggsart som beskrevs av Hermann Rudolph Schaum 1844. Pachnoda consentanea ingår i släktet Pachnoda och familjen Cetoniidae. Inga underarter finns listade i Catalogue of Life.